# Craig David
Craig David Embaixador da boa vontade da OMS (Southampton, 5 de maio de 1981) é um músico britânico.
Sua mãe, Tina é uma judia norte-americana e o pai, George, de ascendência africana. O pai tocava baixo em uma banda de reggae e foi aí que começou a paixão pela música. Ele fica horas e horas vendo os ensaios do pai e aprendendo tudo o que podia.

## Carreira
Craig David começou na carreira musical bem cedo. Após ganhar um concurso de letras britânico, Craig passou a trabalhar em conjunto com Artful Dodger's Mark Hill, produzindo várias músicas como "I'm Ready", "Rewind", "Woman Trouble". Com o sucesso consagrado entre os DJs britânicos, C.D resolveu investir em si próprio. Escreveu várias músicas do seu primeiro CD "Born To Do It". Com apenas 19 anos, C.D era o artista britânico mais novo a ter um single número um nas paradas.

## Discografia

### Álbuns de estúdio
- Born to Do It (2000)
- Slicker Than Your Average (2002)
- The Story Goes... (2005)
- Trust Me (2007)
- Signed Sealed Delivered (2010)

### Coletâneas
- Greatest Hits (2008)

### Singles
| Ano  | Música                               | Paradas    | Paradas     | Paradas        | Paradas | Paradas   | Paradas | Paradas | Paradas | Álbum                         |
| Ano  | Música                               | Inglaterra | EUA HOT 100 | EUA R&B CHARTS | Irlanda | Austrália | França  | Itália  | Suécia  | Álbum                         |
| ---- | ------------------------------------ | ---------- | ----------- | -------------- | ------- | --------- | ------- | ------- | ------- | ----------------------------- |
| 2000 | "Rewind"                             | 2          | —           | —              | —       | —         | —       | —       | —       | It's All About the Stragglers |
| 2000 | "Woman Trouble"                      | 6          | —           | —              | —       | —         | —       | —       | —       | It's All About the Stragglers |
| 2000 | "Fill Me In"                         | 1          | 15          | 19             | 7       | 6         | 34      | 29      | 28      | Born to Do It                 |
| 2000 | "7 Days"                             | 1          | 10          | 52             | 3       | 4         | 19      | 7       | 21      | Born to Do It                 |
| 2001 | "Walking Away"                       | 3          | 44          | 5              | 9       | 5         | 22      | 15      | 13      | Born to Do It                 |
| 2001 | "Rendezvous"                         | 8          | —           | —              | 29      | 28        | 61      | 49      | —       | Born to Do It                 |
| 2002 | "What's Your Flava?"                 | 8          | —           | —              | 22      | 10        | 20      | 12      | 31      | Slicker Than Your Average     |
| 2003 | "Hidden Agenda"                      | 10         | —           | —              | —       | 24        | 70      | 20      | 49      | Slicker Than Your Average     |
| 2003 | "Rise & Fall" (com Sting)            | 2          | —           | —              | 5       | 6         | 15      | 8       | 35      | Slicker Than Your Average     |
| 2003 | "Spanish"                            | 8          | —           | —              | —       | —         | —       | —       | —       | Slicker Than Your Average     |
| 2003 | "World Filled with Love"             | 15         | —           | —              | —       | 32        | 83      | —       | —       | Slicker Than Your Average     |
| 2004 | "You Don't Miss Your Water"          | 43         | —           | —              | —       | 180       | —       | —       | —       | Slicker Than Your Average     |
| 2005 | "All the Way"                        | 3          | —           | —              | 27      | 31        | 23      | 20      | 33      | The Story Goes...             |
| 2005 | "Don't Love You No More (I'm Sorry)" | 4          | —           | —              | 30      | 49        | 45      | 35      | —       | The Story Goes...             |
| 2006 | "Unbelievable"                       | 18         | —           | —              | —       | 96        | —       | —       | —       | The Story Goes...             |
| 2007 | "This is the Girl" (com Kano)        | 18         | —           | —              | —       | —         | —       | —       | —       | Trust Me                      |
| 2007 | "Hot Stuff (Let's Dance)"            | 7          | —           | —              | 19      | 29        | 15      | 18      | 10      | Trust Me                      |
| 2008 | "6 of 1 Thing"                       | 39         | —           | —              | —       | —         | —       | —       | —       | Trust Me                      |
| 2008 | "Officially Yours"                   | —          | —           | —              | —       | —         | —       | —       | —       | Trust Me                      |